# Pulvinaria chrysanthemi
Pulvinaria chrysanthemi är en insektsart som beskrevs av Hall 1923. Pulvinaria chrysanthemi ingår i släktet Pulvinaria och familjen skålsköldlöss.
Artens utbredningsområde är Egypten. Inga underarter finns listade i Catalogue of Life.